# 일란츠역
일란츠역(독일어: Bahnhof Ilanz)은 스위스 그라우뷘덴주의 일란츠/글리온 시정촌에 있는 기차역이다. 래티셰 철도의 1,000mm 미터궤 라이헤나우-타민스-디젠티스/무쉬테선에 있다.

## 위치
역은 시내 중심부에 있으며 미그로 쇼핑센터에서 5분, 시내 중심에서 단 2~3분 거리에 있다. 포스트아우토 버스를 탈 수 있는 우체국 바로 밖에 있다.

## 운행편
다음 서비스는 일란츠에서 정차한다.
- 레기오익스프레스 : 디젠티스/무쉬테와 스쿠올-타라스프 사이를 매시간 운행.
- 레기오 : 디젠티스/무쉬테와 쿠어 또는 스쿠올-타라스프 간의 제한된 서비스.

## 시설
역 건물 뒷편에 화장실이 있다. 직원이 상주하는 티켓 데스크, 키오스크 및 다양한 자동판매기도 있다.

## 버스 연결편
버스는 모두 역 외부에 모여 철도 시간표를 보완하기 위해 출발 및 도착한다. 경로는 다음과 같다.
- 일란츠-발스 체르프라일라
- 일란츠-라이엔
- 일란츠-팔레라